# Jacquette Ada
Pour les articles homonymes, voir Ada.
Jacquette Ada, née le 27 août 1991, est une footballeuse camerounaise évoluant au poste d'attaquant.

## Carrière

### Carrière en club
Jacquette Ada évolue pour le Femina Stars d'Ébolowa de 2005 à 2010, puis pour le Lorena FC de Yaoundé de 2011 à 2012, avant de revenir au Femina Stars la saison suivante. 
En 2015, elle quitte le Cameroun pour la Turquie, signant un contrat avec le club d'Antalyaspor. En 2016, elle devient joueuse du Besiktas JK.

### Carrière en sélection
Jacquette Ada dispute avec l'équipe du Cameroun féminine le championnat d'Afrique 2012, puis la Coupe d'Afrique des nations 2016, perdue en finale face au Nigeria.

## Palmarès
- Finaliste de la Coupe d'Afrique des nations 2016 avec l'équipe du Cameroun
- Troisième du championnat d'Afrique 2012 avec l'équipe du Cameroun